# Деяния на светите апостоли
Деяния на светите апостоли (на гръцки: Πράξεις Ἀποστόλων) е библейска книга, петата в Новия завет след четирите Евангелия.
Тя описва създаването на Християнската църква и дейността на нейните първи апостоли – от Възнесението на Иисус Христос и Петдесятница до навечерието на съдебния процес срещу апостол Павел в Рим. Смята се, че е написана между 90 и 110 година от автора на Евангелие от Лука, на което е своеобразно продължение.